# Speciale Sanremo 99
Speciale Sanremo 99 è una compilation pubblicata nel febbraio 1999.
Si tratta di uno dei due album contenenti brani partecipanti al Festival di Sanremo 1999.
La raccolta è composta a sua volta da due volumi. Il primo CD comprende 16 brani, dei quali i primi 8 sono stati proposti nella manifestazione da artisti della sezione "Campioni", i successivi 7 da artisti della sezione "Giovani", mentre l'ultimo è interpretato da Orietta Berti, conduttrice del Dopofestival.
L'altro disco contiene 12 brani, dei quali i primi 7 sono interpretati da artisti presenti al Festival in veste di ospiti.
La copertina raffigura un uomo in atteggiamento mistico e con l'aureola che canta davanti al microfono, circondato da fiori rosa, su uno sfondo celeste con nuvole: un chiaro riferimento al nome della città che ospita la manifestazione, ovvero Sanremo. Vengono citati 22 dei 28 artisti: sono omessi la Berti e gli interpreti degli ultimi 5 brani del secondo volume, che non hanno preso parte al Festival.

## Tracce

### CD1
1. Amami Lara - Eugenio Finardi
2. Senza pietà - Anna Oxa
3. Come sei bella - Massimo Di Cataldo
4. Senza giacca e cravatta - Nino D'Angelo
5. Ancora in volo - Al Bano
6. Alberi - Enzo Gragnaniello con Ornella Vanoni
7. Così è la vita - Mariella Nava
8. Aria - Daniele Silvestri
9. Adesso - Daniele Groff
10. Un fiume in piena - Leda Battisti
11. Little Darling - Boris
12. C'è che ti amo - Arianna
13. Al centro del mondo - Dr. Livingstone
14. Ti amo che strano - Francesca Chiara
15. Nessuno può fermare questo tempo - Elena Cataneo
16. Incompatibili ma indivisibili - Orietta Berti

### CD2
1. I love you - Gianni Morandi
2. Margherita - Riccardo Cocciante
3. Thank U - Alanis Morissette
4. Daysleeper - R.E.M.
5. Believe - Cher
6. La bomba - Ricky Martin
7. Everybody Get Up - 5ive
8. Personal Jesus - Depeche Mode
9. Say It Once - Ultra
10. I Want You Back - Cleopatra
11. Se una regola c'è - Nek
12. Nel blu dipinto di blu - Domenico Modugno